# Världsmästerskapen i bordtennis 1965
Världsmästerskapen i bordtennis 1965 spelades i Ljubljana under perioden 15–25 april 1965.

## Medaljörer

### Lag
| Disciplin            | Guld                                                              | Silver                                                                     | Brons                                                                     |
| Herrarnas lagtävling | Kina Li Furong Xu Yinsheng Zhang Xielin Zhou Lansun Zhuang Zedong | Japan Koji Kimura Ken Konaka Takao Nohira Ichiro Ogimura Hiroshi Takahashi | Nordkorea Jung Kil-Hwa Jung Ryang-Woong Kim Chang-Ho Kim Jung-Sam Pak Sin |
| Damernas lagtävling  | Kina Li Henan Liang Lizhen Lin Huiqing Zheng Minzhi               | Japan Naoko Fukazu Tsunao Isomura Masako Seki Noriko Yamanaka              | England Lesley Bell Irene Ogus Diane Rowe Mary Shannon                    |

### Individuellt
| Disciplin   | Guld                      | Silver                      | Brons                      |
| Herrsingel  | Zhuang Zedong             | Li Furong                   | Eberhard Schöler           |
| Herrsingel  | Zhuang Zedong             | Li Furong                   | Zhou Lansun                |
| Damsingel   | Naoko Fukazu              | Lin Huiqing                 | Noriko Yamanaka            |
| Damsingel   | Naoko Fukazu              | Lin Huiqing                 | Li Li                      |
| Herrdubbel  | Xu Yinsheng Zhuang Zedong | Wang Zhiliang Zhang Xielin  | Li Furong Wang Jiasheng    |
| Herrdubbel  | Xu Yinsheng Zhuang Zedong | Wang Zhiliang Zhang Xielin  | Yu Changchun Zhou Lansun   |
| Damdubbel   | Lin Huiqing Zheng Minzhi  | Masako Seki Noriko Yamanaka | Feng Mengya Li Li          |
| Damdubbel   | Lin Huiqing Zheng Minzhi  | Masako Seki Noriko Yamanaka | Li Henan Liang Lizhen      |
| Mixeddubbel | Koji Kimura Masako Seki   | Zhang Xielin Lin Huiqing    | Zhuang Zedong Liang Lizhen |
| Mixeddubbel | Koji Kimura Masako Seki   | Zhang Xielin Lin Huiqing    | Ken Konaka Naoko Fukazu    |

### Fotnoter
1. ↑  ”World Championships Results”. ITTF Museum. Arkiverad från originalet den 11 maj 2012. https://web.archive.org/web/20120511103023/http://www.ittf.com/museum/results/WorldChresults.html. Läst 7 april 2012.
2. ↑  ”ITTF Statistics”. ittf.com. Arkiverad från originalet den 29 oktober 2013. https://web.archive.org/web/20131029212650/http://www.ittf.com/ittf_stats/All_events4.asp?Competition_ID=43. Läst 7 april 2012.